# 王于曜
王于曜（？—？），字伯了，陕西西安府华阴县人，明末清初官员。

## 生平
崇祯三年（1630年）庚午科陕西乡试舉人，十三年（1640年）庚辰科進士，都察院观政，授行人司行人。